# Guayuriba (rijeka)
Guayuriba je rijeka u Kolumbiji, pritoka rijeke Metica. Pripada porječju rijeke Orinoco.